# ATP Challenger Whistler
Der ATP Challenger Whistler (offiziell: Whistler Challenger) war ein Tennisturnier, das 1990 und 1991 jährlich in Whistler, Kanada, stattfand. Es gehörte zur ATP Challenger Tour und wurde im Freien auf Hartplatz gespielt.

## Liste der Sieger

### Einzel
| Jahr | Sieger           | Finalgegner | Ergebnis      |
| ---- | ---------------- | ----------- | ------------- |
| 1991 | Fabio Silberberg | David Witt  | 7:5, 6:3      |
| 1990 | Steve DeVries    | Chuck Adams | 3:6, 7:5, 7:5 |

### Doppel
| Jahr | Sieger                                  | Finalgegner               | Ergebnis |
| ---- | --------------------------------------- | ------------------------- | -------- |
| 1991 | Steve DeVries (2) Patrick Galbraith (2) | Dave Randall Kenny Thorne | 6:4, 6:4 |
| 1990 | Steve DeVries (1) Patrick Galbraith (1) | Otis Smith Roger Smith    | 7:5, 7:5 |